# Wyszebórz
Wyszebórz – wieś sołecka w Polsce, położona w województwie zachodniopomorskim, w powiecie koszalińskim, w gminie Manowo.
Liczba mieszkańców sołectwa kształtuje się na poziomie ok. 400 osób.
Wyszebórz to wieś należąca do gminy Manowo, położona w odległości 16 km od Koszalina. Ukształtowanie terenu pagórkowato-nizinne, wśród lasów i w bliskości wielu jezior: Debro, Ósemka, Jezioro Czaple, Jezioro Wyszoborskie, Policko I z wylewem i Policko II. Ok. 1 km na wschód od Wyszoborza znajduje się wzniesienie Wysoka.
Wyszebórz jest wsią sołecką a w jej skład wchodzą jeszcze Policko i Dęborogi. Sąsiednie sołectwa to Manowo, Wyszewo oraz miasto Koszalin i sołectwa gminy Sianów.
W latach 1975–1998 miejscowość należała administracyjnie do województwa koszalińskiego.
We wsi dwuskrzydłowy, eklektyczny pałac z pocz. XX  wieku, z dwoma wieżami w elewacji bocznej, z owalną wieżyczką w narożu mniejszego skrzydła z graniastym ryzalitem w elewacji głównej. W pobliżu zabudowa folwarczna i staw.